# Weapons of Mass Destruction
Weapons of Mass Destruction – piąty album studyjny amerykańskiego rapera Xzibita wydany w 2004 roku. Na albumie oprócz "X" występują także Krondon, Jell Roll, Keri Hilson, Mitchy Slick, Arm Steady czy Busta Rhymes. 

## Lista utworów
| #  | Tytuł                                                  | Producent        | Czas |
| -- | ------------------------------------------------------ | ---------------- | ---- |
| 1  | "State of the Union"                                   | Thayod Ausar     | 1:30 |
| 2  | "LAX"                                                  | Sir Jinx, Mystro | 3:44 |
| 3  | "Cold World" (feat. Jelly Roll)                        | Jelly Roll       | 3:52 |
| 4  | "Saturday Night Live" (feat. Jelly Roll, Krondon)      | Jelly Roll       | 4:19 |
| 5  | "Muthafucka"                                           | Rick Rock        | 2:56 |
| 6  | "Beware of Us" (feat. Strong Arm Steady)               | DJ Khalil        | 4:10 |
| 7  | "Judgement Day"                                        | DJ Khalil        | 3:23 |
| 8  | "Criminal Set" (feat. Krondon)                         | Battlecat        | 3:17 |
| 9  | "Hey Now (Mean Muggin)" (feat. Keri Hilson, Timbaland) | Timbaland        | 4:21 |
| 10 | "Ride or Die" (feat. Tone, Mr. Porter)                 | Mr. Porter       | 4:00 |
| 11 | "Crazy Ho" (feat. Strong Arm Steady, Suga Free)        | DJ Khalil        | 4:25 |
| 12 | "Big Barking" (skit)                                   |                  | 0:53 |
| 13 | "Tough Guy" (feat. Busta Rhymes)                       | Hi-Tek           | 4:25 |
| 14 | "Scent of a Woman" (feat. Dion)                        | Hi-Tek           | 4:20 |
| 15 | "Klack" (feat. Mitchy Slick, Krondon)                  | DJ Khalil        | 5:14 |
| 16 | "Back 2 the Way It Was"                                | Thayod Ausar     | 3:58 |
| 17 | "What U Can't C" (Japonia bonus track)                 |                  | 3:42 |